# Атмосферна хімія

Схема хімічних та транспортних процесів, що відбуваються в атмосфері.

Атмосфе́рна хі́мія, хімія атмосфери — галузь науки, що вивчає хімічні процеси, що відбуваються в атмосфері. Атмосферна хімія — міждисциплінарна наука, що знаходиться на стикові хімії навколишнього середовища, фізики, метеорології, комп'ютерного моделювання, океанографії, геології, вулканології тощо. Дослідження в атмосферній хімії також тісно переплітаються з такими науками, як кліматологія.

## Загальний опис
Склад і хімія атмосфери є важливими з багатьох причин, але головне — через взаємовплив між атмосферою і живими організмами. На склад атмосфери Землі сильно впливають антропогенні фактори, і деякі зміни в атмосферному складі шкідливі для людського здоров'я, впливають на врожаї та, загалом, на екосистеми.
Прикладами проблем, якими займається атмосферна хімія, є:
- кислотні дощі;
- руйнування озонового шару;
- смог;
- глобальне потепління.

Атмосферна хімія досліджує причини, що викликають ці проблеми, і в разі їх розуміння та теоретичного обґрунтування, пропонує можливі шляхи вирішення цих проблем. Методи вирішення згодом перевіряються та пропонуються для застосування.
Еталонна атмосфера (controlled atmosphere) — у атмосферній хімії — штучно виготовлений газовий зразок чистого повітря, який може містити чітко визначені кількості певних контамінантів, що звичайно використовується як стандарт для калібрування аналітичних приладів.